# Силурійська гіпотеза
Силурійська гіпотеза — це уявний експеримент, який оцінює здатність сучасної науки виявляти докази існування попередньої розвиненої індустріальної цивілізації. Найвірогіднішими ознаками такої цивілізації можуть бути підвищений вміст вуглецю в гірських породах, радіоактивних елементів, і ознаки різких коливань температури. Назва «Силурійська» походить від однойменного виду розумних рептилій із науково-фантастичного серіалу «Доктор Хто» BBC, які створили розвинену цивілізацію задовго до появи людства, хоча й не у однойменний геологічний період.
Кліматолог Адам Франк і астрофізик Гевін Шмідт запропонували «Силурійську гіпотезу» в статті 2018 року, досліджуючи можливість виявлення в геологічних літописах розвиненої доісторичної цивілізації. Вони стверджували, що з кам'яновугільного періоду (~350 мільйонів років тому) було достатньо викопного вуглецю для живлення промислової цивілізації; однак пошук прямих доказів, таких як технологічні артефакти, малоймовірний через рідкість скам'янілостей і ерозію поверхні Землі. Натомість дослідники можуть знайти непрямі докази в хімічному складі осадових порід. Гіпотеза також припускає, що артефакти минулих цивілізацій можуть бути знайдені на Місяці та Марсі, де ерозія та тектонічна активність менш імовірно зітруть докази. Концепція долюдських цивілізацій розглядається в популярній культурі, включаючи літературу, кінематограф і відеоігри.

## Можливі сліди цивілізації

### Скам'янілості
Для доісторичного часу четвертинного періоду відомі численні фізичні докази існування розумних істот роду Homo. Денисівці, неандертальці та інші двоногі гомініди лишили численні останки та вироби. Однак дочетвертинні залишки важкодоступні через геологічні процеси. Вони опиняються в товщі осадових порід та можуть занурюватися під океанічну кору планети в зонах рифтів. Скам'янілі останки порівняно рідкісні та рідко зберігають сліди м'яких тканин. Так, знайдено лише кілька тисяч майже повних скелетів динозаврів при тому, що ця клада існувала понад 150 млн років. Види, які існують порівняно недовго (як поки що можна сказати про Homo sapiens) можуть взагалі не бути представлені викопними рештками. Відклади антропоцену в середньому матимуть товщу лише кілька сантиметрів у загальному геологічному літописі.
Скам'янілі рештки з антропоцену, ймовірно, вкажуть на значне поширення дрібних тварин, зокрема щурів, мишей і котів. Також буде помітне різке зникнення видів, які вимерли через людську діяльність. Вимирання великих ссавців, що відбулося в кінці останнього льодовикового періоду, ймовірно теж відбулося через людей.

### Хімічні та геологічні
Адам Франк і Гевін Шмідт запропонували, що цивілізація може не лишити по собі скам'янілостей, але про її існування можна дізнатися за геологічними наслідками її діяльності. З середини XVIII ст. люди вивільнили понад 0,5 трлн тонн викопного вуглецю через спалювання вугілля, нафти та природного газу зі швидкістю на порядки більшою, ніж природні процеси. Вирубування лісів і додавання вуглекислого газу в повітря через спалювання біомаси спричиняє зростання частки порівняно рідкісного ізотопу вуглецю 13С. Глобальна індустріалізація супроводжувалася потеплінням приблизно на 1 °C, починаючи з середини XIX ст. через надходження в атмосферу вуглекислого газу, сажі та парникових газів. Це відображається на складі черепашок тварин (зокрема форамініфер і остракодів), печерних відкладах (сталактитах), льодовиках. Широкомасштабне застосування азотних добрив і посилена фіксація азоту, пов'язана з культурними рослинами, спричинили глибокий вплив на кругообіг азоту на Землі. З цієї причини відбувається активне розмноження бактерій та зменшення частки кисню, розчиненого в верхніх шарах океану.
Розвиток сільського господарства та пов'язане з ним вирубування лісів призвели до значного збільшення ерозії ґрунту. Каналізація річок призвела до значно більшого відкладення осаду в океані, ніж це могло б статися без втручання людини. Верхній шар океану підкислюється і в ньому зростає вміст CaCO3. Підвищення температури та вмісту водяної пари в атмосфері призвели до більшої інтенсивності опадів, що зумовило більшу ерозію в деяких регіонах. Ерозія узбережжя також збільшується через підвищення рівня моря, а в полярних регіонах посилюється таненням морського льоду та вічної мерзлоти. Посилення континентальної ерозії може змінити вміст в океані стронцію та осмію. Внаслідок видобутку металів у відкладах зростає частка свинцю, хрому, сурми, ренію, металів платинової групи, рідкісноземельних елементів і золота. Фреони та споріднені сполуки розчиняються в океані та можуть бути використані як ознаки наявності розумних істот. Синтетичні стероїди, алкенони та ліпіди здатні зберігатися в осадових відкладах протягом багатьох мільйонів років. Починаючи з 1950 року, відбулося величезне збільшення обсягів пластику в океані. Виникли навіть нові види осадових порід, до складу яких входить пластик.
На існування в минулому індустріальної цивілізації вказали б ізотопи радіоактивних елементів, як плутоній-244 (період напіврозпаду 80,8 млн років) і кюрій-247 (період напіврозпаду 15 млн років). Немає відомих природних джерел плутонію-244, крім наднових зірок.
Разом з тим подібні ознаки мають сенс, якщо цивілізація переживає різку зміну свого способу життя. Якщо ж суспільство буде більш екологічним, то навіть впродовж тисяч років воно не лишить помітних техногенних слідів своєї діяльності.

## У популярній культурі
Силурійці, на честь яких названа гіпотеза, в серіалі «Докторі Хто» — це раса гуманоїдних рептилій, які жили на Землі в доісторичні часи, але заснули в анабіозі, щоб пережити природну катастрофу. Франк і Шмідт посилаються також на роман «Успадкувати зорі» (1977) Дж. П. Гогана, в якому на Місяці знаходять останки інопланетної цивілізації, що загинула 50 тис. років і дала початок людству Землі, винищивши неандертальців.
Айзек Азімов у оповіданні «Нема зв'язку» (1948) описав контакт двох цивілізацій на Землі майбутнього, які походять від ведмедів і шимпанзе. Головний герой, ведмедеподібна істота, досліджує скам'янілості людей, які вимерли через ядерну війну, не лишивши нічого, крім скелетів.
У оповіданні Ларрі Нівена «Зелений розбишака» (1980) інопланетянин, який через релятивістський ефект повертається на Землю через 700 млн років після першого відвідування, розповідає людині про отримане тоді благання земної анаеробної цивілізації про допомогу в боротьбі проти хлорофілу. В епізоді «Зоряного шляху „Вояджер“» «Віддалене походження» (1997) екіпаж зустрічається з Вотом, представником цивілізації, що розвинулася на Землі від динозаврів, а потім переселилася в інший регіон галактики. Один з персонажів припускає, що їхні предки еволюціонували на ізольованому континенті, який був зруйнований катаклізмом, а всі сліди опинилися поховані під океаном або кілометрами гірських порід.
Один зі співавторів гіпотези, Гевін Шмідт, опублікував оповідання «Під сонцем» (2018), де група науковців знаходить хімічні докази існування доісторичної цивілізації рептилій, яка ймовірно загинула в ядерній війні. Як припускають дослідники, самознищення цивілізацій є поясненням парадоксу Фермі.